# جان منسا
جان منسا (انگلیسی: John Mensah؛ زادهٔ ۲۹ نوامبر ۱۹۸۲) یک بازیکن فوتبال اهل غنا است.
وی همچنین در تیم ملی فوتبال غنا بازی کرده است.